# تروی براون
تروی رندال براون جونیور (زاده ۲۸ ژوئیه ۱۹۹۹) یک بسکتبالیست حرفه ای آمریکایی برای لس آنجلس لیکرز از انجمن ملی بسکتبال (NBA) است. او برای اورگان داکس بازی می‌کرد.

## دوره حرفه ای

### واشینگتن ویزاردز (۲۰۱۸–۲۰۲۱)

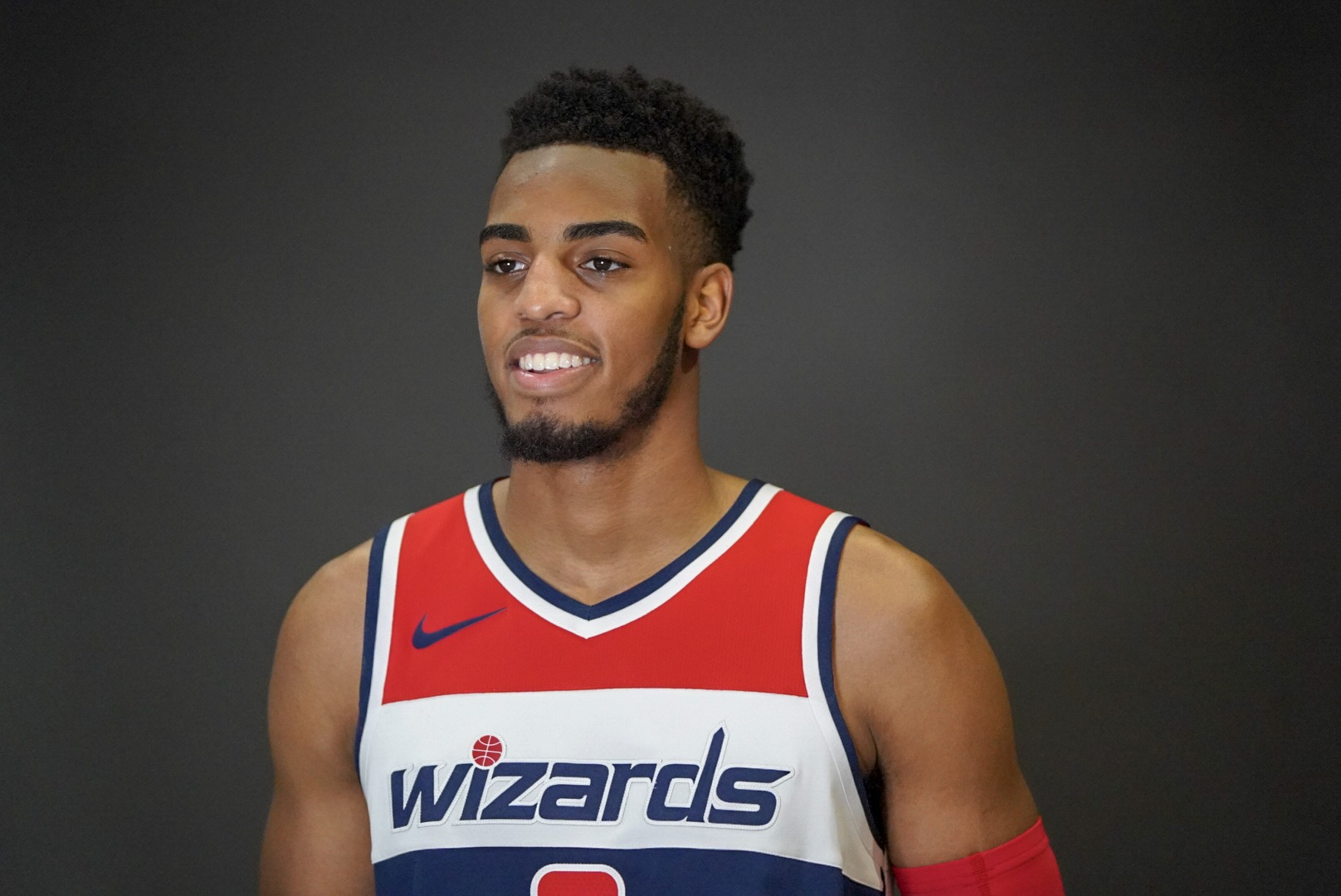
تروی براون جونیور (۲۰۱۸)

در ۲۱ ژوئن ۲۰۱۸، براون با پانزدهمین انتخاب کلی توسط واشینگتن ویزاردز در درفت NBA 2018 انتخاب شد.

### لس آنجلس لیکرز (۲۰۲۲–اکنون)
در ۱ ژوئیه ۲۰۲۲، براون با لس آنجلس لیکرز قرارداد امضا کرد.